# Еламанов, Уали Бисаканович
Уали Бисаканович Еламанов (15 июня 1952, п. Бударино, Западно-Казахстанская область, Казахская ССР — 26 мая 2023) — представитель высшего командования Вооружённых сил Республики Казахстан, генерал-майор, начальник военной кафедры Евразийского национального университета имени Л. Н. Гумилева (с 2011), начальник Департамента кадров Министерства обороны РК (с 2010 по 2011), Командующий войсками регионального командования «Юг» (2003—2004), первый командующий Мобильными Силами ВС РК, ныне Аэромобильные Войска (2001—2002).

## Биография
В 1970 году окончил среднюю школу в селе Джамбейты Джамбейтинского района, Уральской области.
В 1974 году окончил Рязанское высшее воздушно-десантное командное училище.
Офицерскую службу начинал командиром парашютно-десантного взвода 111-го гвардейского парашютно-десантного полка 105-й гвардейской воздушно-десантной дивизии в г. Ош Киргизской ССР. Здесь же был назначен заместителем командира парашютно-десантной роты — инструктором парашютной подготовки, командиром парашютно-десантной роты и заместителем командира парашютно-десантного батальона.
В последующем проходил службу в ГСВГ (г. Котбус, ГДР) в 35-й гвардейской отдельной десантно-штурмовой бригаде на должности командира парашютно-десантного батальона.
В 1985 году окончил Военную академию имени М. В. Фрунзе.
В 1985 году был назначен на должность заместителя командира 1318-го отдельного десантно-штурмового полка в Белорусском ВО.
В период с 1987 по 1988 год являлся военным советником при учебном центре по подготовке воздушно-десантных войск в Республике Мозамбик.
В 1988 году был откомандирован в распоряжение командующего войсками Белорусского военного округа, где назначен начальником оперативного отделения — заместителем начальника штаба 37-й гвардейской танковой дивизии танковой армии Белорусского военного округа.
В 1992 году в год обретения Казахстаном независимости прибыл в распоряжение Государственного комитета Республики Казахстан.
С 1992 по 1996 года занимал должности заместителя командира и командира 35-й отдельной гвардейской десантно-штурмовой бригады (после вывода бригады из состава ГСВГ) в г. Капчагае Алматинской области.
С февраля 1996 года по ноябрь 1997 года начальник 210-й гвардейского окружного учебного центра мотострелковых войск (командир дивизии) в Гвардейском гарнизоне в Жамбылской области.
С ноября 1997 по апрель 1999 года занимал должность командующего 1-го Армейского корпуса в г. Семипалатинск.
С апреля 1999 по декабрь 1999 года занимал должность командующего 2-го Армейского корпуса г. Алма-Аты.
В декабре 1999 года был назначен начальником Главного штаба — первым заместителем командующего Силами общего назначения Вооружённых Сил Республики Казахстан.
В 2001 году с отличием окончил Военную академию Генерального штаба Вооружённых Сил Российской Федерации и прибыл в распоряжение министра обороны Республики Казахстан.
В октябре 2001 года назначен командующим Мобильными Силами. Первый командующий Мобильными Силами в РК, позже переименованы в Аэромобильные войска.
В январе 2002 — сентябре 2003 — командующим войсками Южного военного округа.
В сентябре 2003 — мае 2004 — командующий войсками регионального командования «Юг».
С мая 2004 года в отставке.
В 2007 году вновь был призван на военную службу. Назначен на должность заместителя председателя Комитета начальников штабов ВС РК.
С 2009 года — Первый заместитель председателя Комитета начальников штабов РК Вооружённых сил Республики Казахстан.
С сентября 2010 года — начальник Департамента кадров Министерства обороны РК.
14 декабря 2011 года вышел на пенсию.
С декабря 2011 года — начальник военной кафедры Евразийского национального университета имени Л. Н. Гумилёва.
Скончался 26 мая 2023 года на 71-м году жизни

## Награды
- Орден «Данк» (Славы) II степени
- юбилейные медали.